# Franz Horn (Fußballspieler)
Franz Horn (* 26. August 1904 in Essen; † 29. September 1963 in Essen-Rüttenscheid) war ein deutscher Fußballspieler.

## Karriere

### Vereine
Der torgefährliche Innenstürmer spielte bis 1926 für Schwarz-Weiß Essen, deren Stammformation er früh angehörte. Seine Blütezeit hatte er aber erst anschließend beim Hamburger SV, zu dem er gewechselt war, um auch überregional erfolgreich spielen zu können. Das gelang ihm spätestens 1928, als er im Altonaer Stadion im Finale um die Deutsche Meisterschaft beim 5:2-Sieg über Hertha BSC mit dem Treffer zum 4:1 beitrug. Im Frühjahr 1930 gelangen ihm in einem Spiel um die norddeutsche Meisterschaft gegen Eintracht Braunschweig sogar sieben (nach anderer Quelle: fünf) Tore. Die ersten Jahre spielte er noch als Halbstürmer an der Seite der HSV-Legende „Tull“ Harder, später an dessen Stelle als Sturmspitze. Er war ein guter Techniker und Spiellenker, soll aber Zweikämpfen bevorzugt aus dem Weg gegangen sein. In seinen sechs Hamburger Jahren bestritt er 105 Meisterschaftsspiele und erzielte darin 121 Tore – eine „Traumquote“ von 1,15 Treffern pro Spiel, auch wenn man bedenken muss, dass sein HSV in Hamburg und Norddeutschland nahezu konkurrenzlos war und lediglich 1929/30 nicht als Teilnehmer an der Endrunde um die Deutsche Meisterschaft gehörte. In diesen Endrunden bestritt er insgesamt elf Spiele, in denen er sieben Tore erzielte.
Aufgrund einer schweren Knieverletzung kehrte er 1932 zu Schwarz-Weiß Essen zurück, den der Wein- und Spirituosenhändler nach Abschluss seiner Karriere (1935) mit Rat und Geld unterstützte.
Am 8. Juni 1937 beantragte Franz Horn die Aufnahme in die NSDAP und wurde rückwirkend zum 1. Mai desselben Jahres aufgenommen (Mitgliedsnummer 5.605.424).

### Auswahl-/Nationalmannschaft
Zwischen September 1928 und Oktober 1929 absolvierte er drei Länderspiele für die A-Nationalmannschaft, wobei sein Team alle drei Begegnungen gewann: 2:1 gegen die Nationalmannschaft Dänemarks, 4:0 gegen die Nationalmannschaft Finnlands und 3:0 gegen die Nationalmannschaft Schwedens. In diesem Kreis gelang ihm allerdings kein Treffer und er spielte deutlich gehemmter als im Verein. 1928 nahm er auch am olympischen Fußballturnier in Amsterdam teil, wurde jedoch nicht eingesetzt.
Mit der norddeutschen Auswahl, in die er in zwölf Begegnungen – Pokal- und Freundschaftsspiele zusammengenommen – berufen worden war, erreichte er dreimal (nach Jankowski et al. nur zweimal) das Endspiel um den Bundespokal; 1930 gewann Norddeutschland diesen (2:0 gegen Brandenburg), und er erzielte eines der beiden Tore. Er bestritt des Weiteren zwischen 1928 und 1931 sieben Spiele in der Hamburger Auswahl und erzielte drei Tore. Bereits in jungen Jahren war er auch mehrfach in die westdeutsche Auswahl berufen worden.

## Erfolge
- Deutscher Meister 1928
- Norddeutscher Meister 1928, 1929, 1931, 1932
- Bundespokal-Sieger 1930